# Municipio de Jackson (condado de Sharp)
El municipio de Jackson (en inglés: Jackson Township) es un municipio ubicado en el condado de Sharp en el estado estadounidense de Arkansas. En el año 2010 tenía una población de 295 habitantes y una densidad poblacional de 4,23 personas por km².

## Geografía
El municipio de Jackson se encuentra ubicado en las coordenadas 36°13′32″N 91°24′48″O / 36.22556, -91.41333. Según la Oficina del Censo de los Estados Unidos, el municipio tiene una superficie total de 69.73 km², de la cual 69,21 km² corresponden a tierra firme y (0,74 %) 0,52 km² es agua.

## Demografía
Según el censo de 2010, había 295 personas residiendo en el municipio de Jackson. La densidad de población era de 4,23 hab./km². De los 295 habitantes, el municipio de Jackson estaba compuesto por el 91,19 % blancos, el 3,39 % eran amerindios, el 2,37 % eran asiáticos, el 0,34 % eran de otras razas y el 2,71 % eran de una mezcla de razas. Del total de la población el 1,69 % eran hispanos o latinos de cualquier raza.